# Conway-Knoten

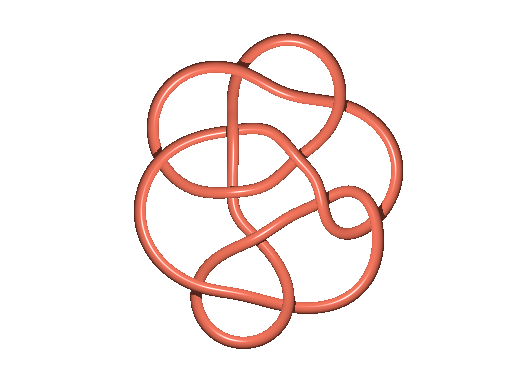
Conway-Knoten

Der Conway-Knoten ist ein Knoten mit 11 Überkreuzungen, der nach dem Mathematiker John Horton Conway benannt ist. Der Knoten hat das Zopfwort {\displaystyle \sigma _{2}^{3}\sigma _{1}\sigma _{3}^{-1}\sigma _{2}^{-2}\sigma _{1}\sigma _{2}^{-1}\sigma _{1}\sigma _{3}^{-1}}. Wie bei mathematischen Knoten üblich sind beim Conway-Knoten die Enden der Schnüre nicht lose, sondern quasi zusammengeklebt, und sie bilden so ein in sich geschlossenes Konstrukt.
Lange Zeit war unbekannt, ob der Knoten ein sogenannter glatter Scheibenknoten ist. Im März 2020 wurde ein Artikel der Mathematikerin Lisa Piccirillo in den Annals of Mathematics veröffentlicht, in dem bewiesen wird, dass er das nicht ist.
Mathematisch ist bekannt, dass, wenn zwei Knoten die gleiche, vierdimensionale Form namens Spur (eine dem Knoten zugeordnete 4-Mannigfaltigkeit) haben, sie entweder beide glatte Scheibenknoten oder eben beide keine glatten Scheibenknoten sind. Piccirillo löste das Mathematik-Rätsel, indem sie einen zweiten Knoten, den Piccirillo-Knoten, konstruierte, der die gleiche Spur hatte wie der Conway-Knoten. Da sie beweisen konnte, dass ihr Knoten kein glatter Scheibenknoten ist, konnte sie auch beweisen, dass der Conway-Knoten kein glatter Scheibenknoten ist.